# (13370) Júliusbreza
(13370) Júliusbreza, désignation internationale (13370) Juliusbreza, est un astéroïde de la ceinture principale.

## Description
(13370) Juliusbreza est un astéroïde de la ceinture principale. Il fut découvert le 7 novembre 1998 à Modra par Peter Kolény et Leonard Kornoš. Il présente une orbite caractérisée par un demi-grand axe de 2,19 UA, une excentricité de 0,19 et une inclinaison de 5,7° par rapport à l'écliptique.

## Compléments